# Chélan
Chélan – miejscowość i gmina we Francji, w regionie Oksytania, w departamencie Gers.
Według danych na rok 1990 gminę zamieszkiwały 192 osoby, a gęstość zaludnienia wynosiła 14 osób/km² (wśród 3020 gmin regionu Midi-Pireneje Chélan plasuje się na 871. miejscu pod względem liczby ludności, natomiast pod względem powierzchni na miejscu 839.).